# Croton tabascensis
Croton tabascensis är en törelväxtart som beskrevs av Cyrus Longworth Lundell. Croton tabascensis ingår i släktet Croton och familjen törelväxter. Inga underarter finns listade i Catalogue of Life.